# Parque Motor Internacional de Rustavi
El Parque Motor Internacional de Rustavi es un autódromo situado en la localidad de Rustavi, a una distancia de 20 kilómetros de Tiflis (Georgia). En el año 2012 se completó la reconstrucción completa del circuito conforme a los requisitos de la categoría 2 de la FIA. Es el primer autódromo profesional construido en la región de Transcaucasia. El Presidente de Georgia Mijeíl Saakashvili participó en la ceremonia de inauguración al volante de un Fórmula 3 el 29 de abril de 2012.

## Historia
El de Rustavi es el último circuito de carreras construido en la URSS. Abierto en 1978, el circuito Rustavi media 4040 metros de largo con 18 metros de ancho en la recta de meta, por 14 metros de ancho en los giros y 12 metros en las rectas. El complejo incluía circuito de karting, pista de campo a través, motopista con campo para motocicleta y grada abierta con 500-800 asientos. Cerca había situados un edificio técnico y un hotel.
Las primeras carreras tuvieron lugar a finales del 1979. Desde ese año y hasta 1989, el circuito albergó 11 carreras del Campeonato de la URSS. Tras la desintegración de la URSS, el circuito careció de mantenimiento y se deterioró. En 2009 el circuito fue comprado en subasta por la empresa Stromos, con la intención de reconstruirlo.

## Reconstrucción

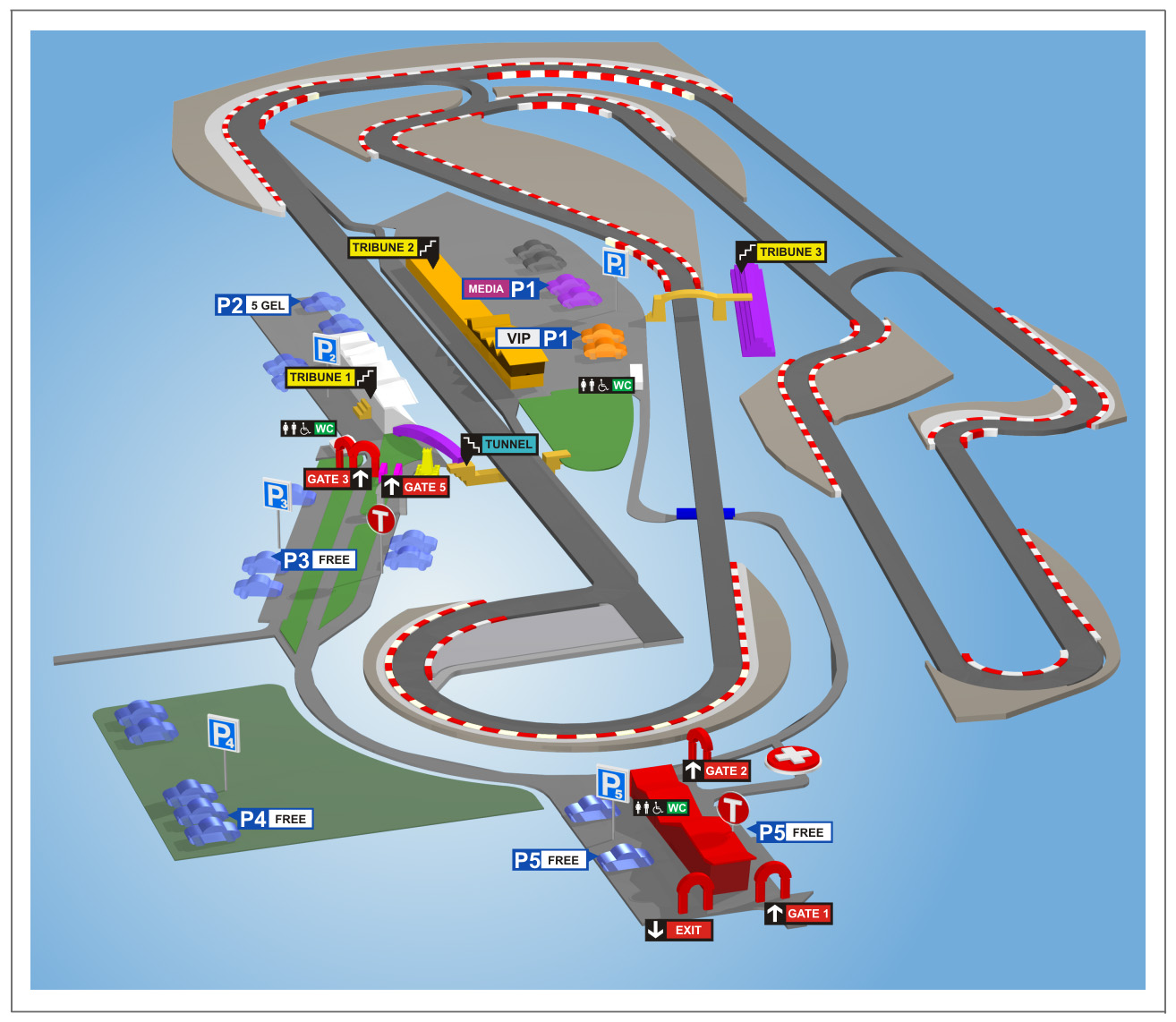
Circuito Internacional de Rustavi.

El circuito ha sido reconstruido completamente, cambiando la configuración de varias de las curvas. Hay que considerar el volumen de los trabajos realizados, con el resultado de removimiento de 250 000 metros cúbicos del terreno. Dos graderías permanentes han sido construidas: una de 2000 asientos cubiertos y la otra con capacidad para 3000 personas de pie. Se ha construido el edificio de boxes (con 28 boxes hechos según los términos de FIA). El segundo piso sirve como gradería adicional; además de oficinas, restaurante para 200 personas y sala de conferencias. El tercer piso está ocupado dirección de carreras.
El túnel entre 2 y 3 giros había hecho para que autocamiones podrían pasar en el paddock. La gradería principal esta ligada con paddock con túnel peatonal. El puente con dos torres svanianes permite para espectadores a entrar a la Gradería 3.
El circuito es eqipado con varias sistemas adicionales: sistema de vigilancia con cámaras de alta resolución , cubriendo el 100% del terreno; 14 semáforos de diodos luminiscentes con control electrónico; red de fibra óptica; sistema de distribución del sonido; y también un sistema de cronometraje de la marca AMD, dividiendo el circuito a 3 sectores. 
La recta de meta se ha alargado hasta 830 metros, permitiendo en ella competiciones de arrancones.

## Seguridad
Después de la reconstrucción el circuito satisface los requerimientos de seguridad para los circuitos de la categoría 2 de la FIA. Esto le permite a organizar la mayoría de series mundiales incluyendo GP2. Todas escapatorias contienen grava, acompañada de asfalto en las zonas críticas.

## Eventos
En 2012 hay varios eventos organizados, incluyendo el Campeonato abierto de Georgia de carreras en clase Formula Alfa y Legends car racing, carreras pareadas, drifting, karting, carreras de motos y carreras del club. Los billetes cuestan 5 lari (menos que 100 rublos) y pueden ser comprados a la entrada. Los eventos principales están cubiertas por Georgian Public Broadcaster. Desde 14 de julio de 2012 apuntes para carreras en clases básicos – Formula Alfa y Legends han sido recibidas.

## Equipos
Autódromo sirve como base para varios equipos de carreras fundados recientemente como Gulf Racing, Liberty Bank Racing, MIA Force, equipo “Adgara”, VTB Bank, Equipo del Ministerio deportivo y equipo GPB.

## Características del circuito

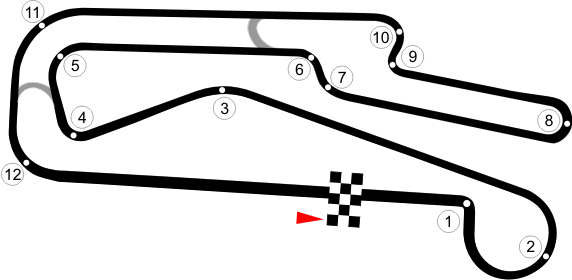
Rustavi International Motorpark

| paràmetros                                      | números                          |
| ----------------------------------------------- | -------------------------------- |
| Longitud                                        | 4140 m                           |
| Anchura mínima                                  | 12,5 m                           |
| Anchura máxima                                  | 21,5 m                           |
| Longitud de la recta de meta                    | 667 m                            |
| Dirección de movimiento                         | de derecha a la izquierda        |
| Ascensión máxima                                | 3,16%                            |
| Bajada máxima                                   | 2,5%                             |
| Inclinación lateral mínima                      | 1,75%                            |
| Inclinación lateral máxima                      | 8%                               |
| Curvas                                          | 7 a la izquierda, 5 a la derecha |
| Capacidad de las gradería                       | 7500                             |
| Cantidad de pit-boxes                           | 28                               |
| Dimensiones de un pit-box                       | 6 x 14 m                         |
| Velocidad calculada máxima para el coche de GP2 | 282 km/h.                        |